# Ducati 400 Supersport
La 400 SuperSport (appelé aussi 400 SS Junior) est une moto construite par Ducati.
Ce modèle, comme la  400 Monster, été conçu principalement pour le marché japonais, où les taxes sont moins importantes pour les cylindrées inférieures ou égales à 400 cm3.

## Historique
Elle apparaît ainsi au Japon dès  1989, comme une dérivée de la 750 Sport de 1988.
En 1991, elle est distribuée sur les marchés japonais et italien avec la nouvelle ligne des 900 SuperSport. 

## Technique
Le moteur est un bicylindre en V à 90° 4 temps, commandé par une distribution desmodromique à un arbre à cames en tête par cylindre. Les soupapes d'admission (une par cylindre) ont un diamètre de 33,5 mm, et celles d'échappement (une par cylindre aussi) ont un diamètre de 30,5 mm. Le moteur est alimenté par deux carburateurs Mikuni de 38 mm.
La fourche est une Showa de 41 mm non réglable de 120 mm de débattement.
Le monoamortisseur arrière, en position cantilever, est un Marzocchi de 125 mm de débattement.
Le freinage avant est un simple disque 320 mm flottant, pincé par un étrier Brembo à 4 pistons tandis que le frein arrière est assuré par un simple disque 245 mm fixe, pincé par un étrier à 2 pistons.
L'embrayage à bain d'huile, à commande hydraulique, est repris de la 750 Sport.
Le bras oscillant est en aluminium. Le cadre est recouvert d'une peinture blanche.
Les moteurs sont peints de couleur noire et reçoivent une boîte de vitesses à 6 rapports avec une transmission primaire reprise de la 400 F3.
Les pneus d'origine sont des Michelin A/M 59X.
La plupart des modèles vendus sont des semi-carénés, mais il existe aussi des modèles en carénage intégral.

## Évolution
En 1993, de nombreuses modifications sont apportées. Le bras oscillant est disponible en acier. Elle reprend l'amortisseur arrière Showa et la monte pneumatique Dunlop SportMax de la 350 SS. Les reposes pieds proviennent de la 900 SS. On voit apparaître les nouveaux logos sur le carénage. Le cadre est peint couleur bronze et les roues en noir. Des modèles jaunes sont disponibles en plus des rouges.
En 1994, la 400 SS est fabriquée en deux versions. Une de 27 ch, réservée à l'Allemagne, la seconde offrant 42 chevaux, disponible en Italie et au Japon. Néanmoins, quelques exemplaires circulent en France.
Par ailleurs, Un kit de réchauffage de carburateurs est proposé par l'usine. 
Cette même année, la 600 SS voit le jour, et ses performances supérieures poussent la 400 SS vers la sortie. Elle tire sa révérence au début de l'année 1995.
Cependant, comme un ultime sursaut, la 400 SS réapparaîtra en 1996 sur le marché italien, par une série limitée à 200 exemplaires. 